# Afognak-sziget
Az Afognak-sziget az Alaszkához tartozó Kodiak-szigettől északra helyezkedik el, 5 kilométeres távolságban. A sziget kelet-nyugati irányban 68,8, észak-déli irányban 36,8 kilométer kiterjedésű. Területe 2531,84 négyzetkilométer, ezzel az Amerikai Egyesült Államok 18. legnagyobb szigete. A sziget partját számos hosszú, szűk öböl fodrozza. Legmagasabb pontja 84,86 méteres.
Az Afognak-sziget sűrű lucfenyveseiben barna medvék, Roosevelt-vapitik és Sitka-öszvérszarvasok élnek. Az emberek a szigetre üdülni vagy vadászni és halászni járnak.

## Történelme
Az 1890-es népszámláláskor több partmenti település létezett, köztük Ag’waneq, melyet Afognaknak is neveznek, ezt a jupik törzsbeli alutikok lakták, illetve Rutkovszkij, amelyet az Orosz-amerikai Társaság munkásai alapítottak.
Ag’waneq falut 1946-ban lakosai elhagyták, amiután a nagypénteki földrengés porig rombolta a sziget településeit. Az őslakosok utódai a Kodiak-szigeti Kodiak és Port Lions városokban élnek.
Manapság a szigeten néhány kisebb fakitermelő központ és halászkunyhó van. Legnagyobb településén, Alenevában 68 régi rítusú orosz ortodox él. A fő gazdasági tevékenység a fakitermelés. Kodiakból számos környező szigetre szállítanak hidroplánnal árut és embert, így az Afognak-szigetre is. A 2000-ben készült népszámláláskor 169 ember lakott a szigeten.